# タカヤ -閃武学園激闘伝-
『タカヤ -閃武学園激闘伝-』（タカヤ せんぶがくえんげきとうでん）は、坂本裕次郎による日本の少年漫画。『週刊少年ジャンプ』（集英社）において、2005年25号から2006年26号まで連載された。終盤に『タカヤ-夜明けの炎刃王-』（タカヤ よあけのえんじんおう）と改題され、それまでの学園バトルものからファンタジー作品へと突如として作風が大きく転換した。

## 閃武学園激闘伝
- 週刊少年ジャンプ2005年25号 - 2006年12号掲載（全5巻）。閃新会などがメインの格闘漫画。話数カウントは『○撃目!!』。

### 学園編あらすじ
中学浪人が決定した火叢タカヤ。あくる日の朝、両親から追い討ちを掛けるかのように父親の会社が倒産したと告げられる。しかし、お隣の日本屈指の大金持ち白川家から100億円の寄付をポンと貰っていた。100億円の交換条件として提示されたのはタカヤを白川家が経営する私立閃武学園へ強制入学させることであった。親はタカヤの許可も得ず快諾、お隣の白川翔、渚兄妹に無理矢理連れられ、閃武学園に仮入学することになった。
閃武学園、そこは力の強い者が生き残り、弱い者は淘汰されていく学校。どんな能力でも実力があれば力として認められる学園に入学することとなったタカヤの運命はいかに。
第1回金未来杯グランプリ作品として、読みきり編をなぞるような形で物語はスタートした。

### 学園編登場人物

#### 白川流武術部
火叢タカヤ（ほむら たかや）
主人公、15歳。閃武学園1年、白川流武術部部員。
爆裂W(ホワイト)寮（ランクC）の37-564（語呂あわせでミナゴロシ）部屋に剣之助と暮らしている。
不器用で成績が悪く、中学浪人が決定となる寸前に閃武学園に強制仮入学となる。一晃と会ってから殴ったり殴られたりの面白さに目覚めた。どんな攻撃を受けても全く動じず、ボロボロになりながらも最後は自分よりも経験をつんだスペシャリストたちを倒す。
必殺技は真極・螺煌旋（しんごく・らこうせん）、デスクラッシャー・イボルブ、禍尖（かせん）砕き、体当たり。
炎刃王編については#夜明けの炎刃王を参照。
白川渚（しらかわ なぎさ）
ヒロイン、16歳。閃武学園2年で白川流武術部副部長。巨乳美少女。最高ランクの実力を持っており知名度も高いが学園内で表に出ることはほとんどない。
爆裂W寮の広い部屋（タカヤの左隣）に住んでいる。タカヤが入学する前は全寮制の学園なのに特例として白川家から毎日通っていた。気が強くて不器用で白川流武術を習得しているツンデレキャラ。弱点は7歳の誕生日に親からの誕生日プレゼントとして貰い、今でも大事につけているリボンを奪われること。実はタカヤのことが好きだが本人があまりにも鈍感なためやきもきしている。
必殺技はコークスクリューNAGISAスペシャル、破裏深威、流掌鳴動。
白川翔（しらかわ しょう）
渚の兄、17歳。閃武学園3年、白川流武術部部長。
2撃目の稽古以外で戦う場面は出てきていないが、学園最強の名と白川流武術歴代最強の名を持つ。
読切時とは容姿が打って変わりイケメンになっている。渚同様爆裂W寮（タカヤの右隣、渚の反対側）に住んでいる。人間の身体を鉄と刀剣に例えることが好き。頭はバカで常に体を鍛える事しか考えておらず、なにか重要な問題が起こっても気づかずにやり過ごしてしまうため、立場としてはメインキャラクターなのだが出番は少ない。
炎刃王編では登場せず。

#### 空手部
緒方一晃（おがた いっこう）
閃武学園1年、空手部部員。超がつくほどの努力家。一心不乱に正拳を一晩出し続けた結果、四連撃衝を編み出す。
閃新会に出場し1回戦を突破するが、2回戦で春人の前に敗れる。試合の決着がついても春人に攻撃をしようとしたため、彼に腕を潰されてしまう。
医者に「二度と格闘はできない」と宣告されるが閃新会終了後、秋人により治療され、タカヤと笑いながら殴り合っていた。炎刃王最終回で修行を室田に付き合ってもらっている。登場時は主人公のライバル的存在であったが、最終的には作中におけるかませ犬のような役割となった。
「俺の顔一発殴ってみ」という彼の発言がタカヤの何かを目覚めさせたきっかけである。
必殺技は四連撃衝、八連撃衝（同時に出すことも可）。
室田明久（むろた あきひさ）
空手部副部長。入学試験の試験担当者だった。それ以降タカヤに関心を寄せている。屈強で大柄な外見だが一応16歳。オマケページでもタカヤに突っ込まれている。
必殺技は押忍正拳。だが押忍の発声を伴わない普通のパンチを打つことも可能。炎刃王最終回で一晃の修行に付き合った。

#### 建築部
倉木まなみ（くらき まなみ）
建築部副部長。渚の親友でサバサバした性格。後輩の亜紀を可愛がっている。戦闘時には大工道具を武器代わりにして戦う。
亜紀（あき）
閃武学園1年、建築部部員。
自分が設計した家を建てることが夢で、実現可能なところに行くものの林田土建部に有能な新人と言うことで大怪我を負わされる。
回復した後にいつかはタカヤの家を建てることを約束している。

#### 無所属・その他
白川豪志（しらかわ ごうし）
閃武学園最強総帥ならぬ学園長。初回で派手に登場して、それ以後は登場せず。
渚、翔の祖母（なぎさ、しょうのそぼ）
爆裂W寮の寮母。サングラスでマッチョ。
長谷部剣之助（はせべ けんのすけ）
閃武学園1年、爆裂W寮の37-564部屋、タカヤのルームメイト。格闘技は好きだが運動神経ゼロ。料理を作る力で入学した。森で拾ったきのこだけで加熱機器やまともな調理道具もない状態でも温かい料理を作れるほどの実力。
普段はアンダーワールドのはずれにあるレストラン（部活、店名は「おしょくじどころ ジャンボマッスル」、店から木が生えてる、というよりは貼ってある）で働いている。タカヤが彼の髪形を見てつけたあだ名は「うんこ」、炎刃王最終回でモブキャラに混ざっていた。
花房春歌（はなぶさ はるか）
閃武学園1年、爆裂W寮に在寮。タカヤの向かいに住んでいる。防御に関する力で入学した。
円の動作により全ての攻撃を無効化、防御に関して言えば学園最強。ただし、攻撃能力は皆無。普段はカメのグリと行動。炎刃王最終回で春人と手をつないでいた。
閃新会女子の部に出場したが、どこまで勝ったのかどこで負けたのかなどは不明。
花房春人（はなぶさ はると）
閃武学園1年、春歌の双子の兄で冷酷非道。円の動作に加えて暴力的な格闘センスが加わり、閃武学園激闘伝の登場人物の中でもトップクラスの強者である。閃新会準決勝では、敗北が確定したにもかかわらず攻撃しようとした一晃の腕を潰す程の外道だったが、昔は優しかったようで、ある大会後に春歌がある兄妹に暴力を受けていたのを見てから急に性格が豹変した。タカヤに敗北後はかつてのような性格に戻り、彼と仲良くなった。炎刃王最終回で春歌と手を組みながら照れていた。
必殺技は空砕・霞桜（くうさい・かすみざくら）、貫指・闇蓮華（かんし・やみれんげ）、崩脚・黒百合（ほうきゃく・くろゆり）。
防御技として掌円・朧撫子（しょうえん・おぼろなでしこ）がある。
花房秋人（はなぶさ あきと）
春歌、春人の父親。妻の冬歌が亡き後、子供2人を男手ひとつで育てた。学園の出身者でもある。
春歌初登場時に名前だけ登場した。さらに閃新会後春人が痛めつけた一晃の腕の治療を行った。凍結した足下の湖面を粉砕する技を見せた。
デンジャラスゆうか
閃武学園2年、閃新会の司会担当。アイドル部及び格闘技研究部に所属。
愛称は「ゆうかりん」だが、「爆弾娘」の異名も持つ。アイドルとしての魅力で入学した。
美貌に似合わぬ毒舌と学園内のテレビ放送における数々の爆弾発言などで学園内にかなりの数のファンがいる（少なくとも3万人以上）。
その中には100人ほど隠密行動に長けたファン（ゆうかりん親衛隊）もいる。強い男が好きなのでタカヤなど強い男にはデレデレしており、タカヤをかけて渚と対決する。炎刃王最終回で何かを実況していた。

#### 閃新会出場選手
守屋隆静（もりや りゅうせい）
柔術家。予選にてタカヤと戦うものの一撃で敗退。彼に投げられた者は床に生える木の様な状態になってしまう。試合結果に納得がいかず、再戦の為に安藤善慈に挑むもデスクラッシャーで返り討ちにされた。
安藤善慈（あんどう ぜんじ）
プロレスラー。1回戦にてタカヤと戦うものの敗退。
必殺技はプロレスラーらしくパワーボムのデスクラッシャーと旋回式パワーボムを片手だけでやってのけるスイングデスクラッシャー。戦った後はタカヤと仲良くなり解説役の一人になった。炎刃王最終回でヴォイドと腕相撲で対戦中。
透間ヴォイド（とうま-）
ボクサー。閃新会優勝候補。強い相手を求めている。
左：目にも止まらぬ高速四連ジャブ　ソニックストーム
右：一撃必殺の右ストレート　エグゾースト・ブラスト / 打ち下ろしの右カウンター　デストラクト・ブラスト
長期戦の末にタカヤに敗北。更に強くなることを目標とする。炎刃王最終回で善慈と腕相撲で対戦中。
クロウ
忍者。1回戦にて透間ヴォイドとの圧倒的な実力差に負ける。
必殺技は抜骨大蛇（ばっこつおろち）、跳衝妖舞（ちょうしょうようぶ）。
甲斐重之（かい しげゆき）
格闘技経験はないが運動神経がとても高く、あらゆるスポーツ大会で優勝しており、女性ファンもいる程の人気。1回戦にて春人に握手を求めたが、スキをつかれて徹底的にやられ、重体に追い込まれる。
玉井俊作（たまい しゅんさく）
腕っぷしではなく頭脳で勝ち上がってきた不思議な人物。1回戦にて一晃に完敗。

#### 小物達
小金由起雄（こがね ゆきお）
普通のビルを持つ小金家のボンボン。渚7歳の誕生日の日にリボンを奪い、タカヤに張り手を食らったことが悔しくて色々な格闘技を学び、リベンジする。結局張り手を食らったときタカヤが「次はグーで殴る」と言っていたことを思い出し、タカヤと渚にグーで殴られた。その翌日に「財力」を使って腕っぷしの強い男を雇い買いリベンジするものの男はタカヤに倒され小金は渚に徹底的にやられる。
林田土建部の皆様
建築系部活の一つ。無理矢理仕事を得て、その仕事は手抜き工事、ボッタクリ料金と暴力に物を言わせていた（閃武学園では合法的な行い）。それで得た資金を元に専用ビルを建てていた。結局キレたタカヤと渚とまなみの殴り込みの結果、部活は廃部に追い込まれる。

### 学園編舞台設定

#### 学園
- 森と自然の中に囲まれた、ところにツインタワーなど高層ビルなどが建っている。
- 『力こそが全て』がモットー。どんな能力でも力があれば認められる。
- 生徒は少なくとも9万人以上はいる（渚対ゆうかのアイドル対決より）。
- 周辺のある地域では大型化したライオンなどが生息する危険地帯。
- 入学の課程は以下の通り

1. 入学願書提出→仮入学決定。
2. 入学式から2週間の間生き残る→能力審査の受験資格を得る。
3. 48種類の能力審査のどれか1つを合格すれば正式に入学資格を得られる。この時の成績によって入る寮が決まる。
4. 計算力やゲーム力などインドア系のテストも森の中で行う。

- 全寮制の学校であり、ランク毎に寮が変わる。ランクによっては高層ビルでの生活。
- 地下奥深くにアンダーワールドと呼ばれる地下世界が存在する。都市機能を持ち、大抵のものはそこで手に入る。地下空間のはずだが地上のように明るく、森が生い茂っている。
- 授業シーンがなく、唯一描写された授業シーンは小型鉄球をよける訓練であった。
- 授業は任意で受けられる。教室、担任、授業といったものが登場しないため。渚はこの学園で生き抜く力をつける為の近道と述べていた。
- 学園生徒は皆助け合いの精神で生活するらしい。

#### 部活
- スポーツや文化系の部活のみならず、もはや企業同然の部活も多い。
- 資本主義社会のそれと似ており、一つのジャンルに数多くの部活があり、お互い争っている。
- 武道系部活の最高峰に位置するのは空手部。
- 放送部の発展系としてテレビ局、調理部の発展系としてレストラン、パソコン部の発展系としてプロバイダーなどなんでもあり。

## 夜明けの炎刃王
週刊少年ジャンプ2006年13号〜2006年26号掲載（全1巻）。タカヤ・渚以外の登場人物を一新したファンタジー漫画。話数カウントは『○話』（激闘伝との繋がりを示すため、38＋0話という導入部分がある）。単行本の裏表紙や目次には『※この作品は「タカヤ―閃武学園激闘伝―」の続編です』と注釈が入れられている。また、最終話ラスト見開きページの「よっしゃあああッッ THE ENDォオ！！」という文字は当時一部インターネット上で話題となった。

### 炎刃王編あらすじ
閃新会を見事勝ち抜き、決勝戦で春人を倒し優勝を勝ち取ったタカヤの前から渚の姿が消える。
それから一週間後、一人でいつものように修行をしていたタカヤは、足に奇妙な感覚を覚え意識を失う。目を覚ますとそこは学園ではなく、二足歩行の馬に襲われ、真極・螺煌旋すら効かない敵に対して為す術をなくす。果たしてここは何処なのか、そして渚の行方はいかに。

### 炎刃王編登場人物

#### 火叢タカヤ
〝赤き戦士〟として異世界へ飛ばされた主人公。(学園編については#白川流武術部を参照)
所持クラフトは短刀型→長剣型の「赤き陽光(モルゲンゾンネ)」
必殺技は白川流武術と剣のブレンドで生まれた螺煌斬(らこうざん)、渚との合体技、白川流武術最終奥義W螺煌斬(ダブルらこうざん)。
自称『猛牛系』。

#### ヴァイス王国
ナギサ・希望王(ホフヌング・ケーニヒ)・ヴァイス(ナギサ姫)
召喚時の手違いで元の世界の記憶を失くし、異世界の姫として君臨した白川渚の姿。渚の祖父はこの異世界の王だったらしい。
所持クラフトは槍（もしくはハルバート）型の「創造と破壊(リヒト・ドゥエット)」。
必殺技は光の稲妻（リヒト・ブリッツ）,コークスクリューNAGISA突き。更に回復技の光の繭（リヒト・コーン）を持つ。但し自身は治せない。
リーン
突如表れ、タウアを蹴散らしたヴァイス王国の女性騎士。女性だけの村で育ったため男性が苦手。渚と同様にツンデレキャラ。
所持クラフトは剣型の「見えざる脅威(ゲシュペンスト)」必殺技は竜爪斬。最終回の表紙で、学園編の花房春人に口説かれている。
アガト
突如表れ、リーンと共にタウアを蹴散らしたヴァイス王国の騎士。豪快な性格。
所持クラフトは棍棒型の「覇道の従者(ゲフォルクシャフト)」この力で影を操る事ができる。
レスター
ヴァイス王国で渚に仕える側近。美形で作中の女性からの人気は高かったようだが、渚たちに振り回されてばかりだった。
ルント
ヴァイス王国の占い師。
所持クラフトは杖型の「意思を持つもの(アイデンティティー)」発動時は人格が超ハイテンションになる。
プラム
ヴァイス王国での渚の側近の一人。ヴィッセンの弟子。当初はタカヤと口喧嘩をする描写も見られたが、何だかんだで気が合うようだ。
所持クラフトは杖型の「聖女のほほえみ(レッヒェルン)」杖の力で落ち葉で空に浮く空飛ぶじゅうたん(ファールシュトウール)が使用できる。
必殺技は聖なる光槍（リヒトランツェ）。最終的には聖なる光槍でドラゴンの首を一発で消し飛ばす程の実力に成長。
ヴィッセン
ヴァイス王国の全知の賢者。年齢は300歳から500歳とされている。シュヴァルツ王国に囚われの身。作中では最後の最後まで放置され続けた為、その後どうなったかは不明。

#### シュヴァルツ王国
暴君ネロ
「クヴァール」と呼ばれる怪物達の最大の主にしてシュヴァルツ王国の暴君。ナギサの祖父により封印されたが現在力を取り戻しつつある。
タウア
「クヴァール」の一体。人間に近い胴体と馬に似た顔を持つ。再生能力を持つ為、腕を切られてもすぐに再生できる。固体ごとに武器や体の色が異なる。
「我欲する汝の命を」とだけ喋る。
ヒョルード
「クヴァール」の一体。能力はタウアよりも数段高い。
所持クラフトは「愛の侵食(クレーベン)」この力によりジョセフィ～ヌ（後述）と融合しパワーと再生能力は数段に跳ね上がる。
タカヤと渚を追い詰めるも、タカヤの「赤き陽光」の前に敗れ去った。死ぬ間際に渚に呪いをかけたが、結局身長が伸び縮みしただけで他は何もなし。
ジョセフィ～ヌ・ポヨヨンサンダー666世
「クヴァール」の一体でヒョルードのペット。戦闘時はヒョルードと融合する。
クロト
「クヴァール」の一体でネロの嫡子。一見人間にも見えなくも無いが、短気で残虐。そして凄まじく強い。
所持クラフトは剣型の「闇の荊棘(フィンターニス・ドルン)」必殺技は「手から」放つ暗黒球腔(ヴィズィオネーア・トート)。
ラグヴァロ
「クヴァール」の一体でクロトの側近。
所持クラフトは戦斧型の「消えさりし夢(ケデヒトニス)」防御技として侵されざる場所(ルーイヒ・シュテレ)があるが、コークスクリューNAGISA突きにより地味に倒される。

#### その他
ボムズ
タウアからタカヤを助けた木こりのおじさん。良い人。初出時にはマッチョに見えたが翌週で小さな年寄りであることが判明。
ロラン
プラムの兄弟子。世界で10人もいないクラフトの為の魔石を作る事ができるすごい人。修行時代は真面目だったが、現在は女たらしになっており街中の女は全て自分のものだと考えている。
大人しくしていればそれなりに美形だが、基本的にギャグキャラ。
魔石を作る儀式（ドラゴンズ・ジュエルをつけて全裸で踊り狂う）を行うと足が1cmずつ短くなる為、魔石を作る事を非常に嫌がるが、儀式を行いタカヤ達にクラフトを託した。
モサ・ドラゴン
「クヴァール」の一体だが人間に対しては友好的。「モサ」は頭がモサモサのアフロヘアーから付けられた。タカヤが出会った個体は3匹の家族の子供でカブトムシを集めるのが趣味だった。タカヤと仲良くなり魔石製作の儀式に必要なドラゴンズ・ジュエルという名のハナクソを託した。

### 炎刃王編舞台設定
凶悪なシュヴァルツ王国に対し、最後の希望と言われるヴァイス王国が戦っている。

## 読みきり版
2004年35号に掲載された「タカヤ-おとなりさんパニック!!-」。第1回金未来杯グランプリ作。単行本第1巻に収録。

### 読みきり版あらすじ
入学願書さえ出せば無条件で合格となる日本最大級のバカと不良が集う学園『私立閃武高校』に入学が決まった辻原タカヤ。
お隣で日本屈指の大金持ち白川家の翔、渚兄妹と繰り広げる高校初日のコメディ。

### 読みきり版登場人物
辻原タカヤ（つじはら たかや）
主人公。
白川渚（しらかわ なぎさ）
ヒロイン。ツンデレ。
白川翔（しらかわ しょう）
渚の兄。典型的な筋肉質マッチョキャラ。

## 反響
読み切り版でタカヤに渚の胸が当たり、それをタカヤが指摘すると「あててんのよ」と渚が返事したシーンはインターネット上で話題となった。この台詞は連載第1話でも使われている。2005年にYU-SHOWは単なるセクハラではなく渚は本気でタカヤが好きだが一緒にお昼ご飯を食べられないのを知られるのは恥ずかしいという簡単にはいかない強烈なツンデレを披露、連載版の渚は可愛さは健在ながらよくあるツンデレだが読み切り版の渚はツンデレ界隈でも珍しい「オフェンシブ・ツン」と名付け、それは内心はデレデレしているのに相手より優位になろうとあえて胸を押し当てるなどの余裕ある誘惑をしてあたふたさせて手玉にとって内心を隠すのはツンデレの高等テクニックであるとしている。

## 単行本
- 坂本裕次郎『タカヤ -閃武学園激闘伝-』 集英社〈ジャンプ・コミックス〉、全5巻。
  1. 「タカヤ入学!!」2005年11月4日、ISBN 978-4-08-873895-6
  2. 「真極・螺煌旋!!」2006年1月5日、ISBN 978-4-08-874008-9
  3. 「閃新会、開幕!!」2006年3月3日、ISBN 978-4-08-874031-7
  4. 「信じる者!!」2006年6月3日、ISBN 978-4-08-874114-7
  5. 「閃新会、決着!!」2006年8月4日、ISBN 978-4-08-874145-1

- 坂本裕次郎『タカヤ -夜明けの炎刃王-』 集英社〈ジャンプ・コミックス〉、全1巻。
  1. 2006年10月4日、ISBN 978-4-08-874268-7